# 六九圣战事件
六九“圣戰”事件，多表述为“69圣战”，指一起發生在2010年6月9日，由某些中國網民在一些知名网络论坛社区攻击明星官网、贴吧等相关论坛、社区的事件。由此造成了相关网站不能正常访问。某些网民们将这次攻击的行为称之为“六九圣战”。其活动口号為：“脑残不死，圣战不止”。此次活动主要为针对当时网络上「哈韩」的群体展开大规模的言论攻击。被官媒认为属于“网络暴力事件”。

## 起因
5月30日，韩国音乐组合Super Junior在上海世博會的韓國馆参加演出，韩国方面事先告知入场票发票量在5000张上下，但实际发票量却仅有近百张，SJ经纪人及SM公司的这一行为被认为是故意散布谣言以吸引各地的Super Junior粉丝前去观看、造势，而后由于票不够不能入内，使粉丝堵在世博园内，借此虚高SJ人气，造成一票难求，中国人为之疯狂的假象。
由于无法入场，大量聚集在世博园的Super Junior歌迷们极为不满，在场外造成混乱，出現踩踏现象。网传部分激进歌迷攻击在场维持秩序的公安、武警及志愿者人员，出现了殴打，辱骂武警和志愿者的现象。一些粉丝们情绪失控，朝武警吐口水，甚至有人脱了自己的衣服说武警非礼，后被时任中央政治局委员、上海市委书记、世博会执委会主任俞正声在专访《世博一百天·专访俞正声》证明纯属谣言，但并没有阻止谣言的持续传播。
5月30日当晚，有一些愤怒的网民们攻击了Super Junior官网。随后又有Super Junior粉丝在Super Junior官网表示“代表中国人”就爆网一事向Super Junior道歉。另外，关于踩踏事件，事后韩方坚决认为是中国这边的问题。某些中國網民的不滿情绪上升，加之中国网络中厌韩情绪存在已久，后由百度贴吧『魔獸世界吧』最先發起的，集结中国国内各大网站，在6月9日晚上對韓國明星網站和贴吧進行互聯網伺服器的攻擊事件。
『六九聖戰』官方網站介紹介紹稱：

6月9日晚7时(下午2点开始动员)，我们将集结百度，猫扑，天涯，新浪，搜狐，腾讯，人人，红客联盟，黑客联盟，各大鹰派军事论坛等等中国爱国网民……一起参加战斗！！需要各种人才的加入，期待你。

而所謂的『作戰』則是通過“刷帖”、“爆吧”最終導致明星官網、貼吧等不能正常訪問和使用的手段。

## 影响
中国多家网络知名媒体做了同步报道。

## 诸多网站服务器被攻击
在自此事件中，有许多中国大陆网民攻击了韩国的诸多网站。例如Super Junior的官方网站，由于遭到多次攻击，在中国大陆地区访问此网站时，浏览器显示错误信息“已取消到该网页的导航”。
韩国的VSLKOREA网站也遭到了攻击，主页被篡改。主页改为了一个黑色背景，并以“fuck.html”命名的文档。并在该页面上留言。页面上方写道：“Sorry,Admin...your system is owned by me,..but don't panic your database is safe please patch your system"（抱歉，管理员。你的服务器被我占据了，但不要恐慌，你的数据库很安全。请修复你的系统。）中间贴上了一面中华人民共和国国旗的图片。在下方的留言："Best regards for admin,Your web security is less steady,May be still a lot necessary at correct"（管理员，我向你表示诚挚的问候，你的服务器安全很缺乏保障，这次攻击也许是必要的）。目前，这个网站在中国大陆地区无法访问，中国大陆并没有封锁此网站。可能是该网站服务器拒绝了来自中国大陆的访问请求。
韩国的政府网站也被攻击，持续了大约四个小时才恢复。。

## 质疑

### 市场营销行为

#### 与语音平台AK的关系
由于“69圣战”官方网站提到此次活动通过AK语音558频道进行联系，同时该网站也排斥了另外两款语音平台，所以有观点认为这次事件是由语音平台AK的运营者某游戏网站策划的市场营销事件。不过，该游戏网站CEO张云帆对上述猜测予以否认。

## 響應
參加者從6月9日下午2點開始結集，7點開始對各大明星網站進行攻擊。統計到晚上10點左右，有许多中国网民参与了此次活动。

### 百度貼吧
事件開始后，百度封鎖了多位對六九圣戰表示支持的百度貼吧管理員的ID，Super Junior吧，魔獸世界吧等貼吧也在稍后被關閉。
此次事件因百度未遵循互聯網中立性并且包庇Super Junior吧而遭到網民批評，但持相反意見者認為，百度根據自己的運營規則阻止爆吧無可厚非。

## 其它猜测

### 与中国高考的关系
有猜测认为由于6月9日是中國大陸高考結束的日子，而選擇在6月9日這一天，也是瞄准了957萬參加完高考的高中畢業生。